# 七宝瀧寺

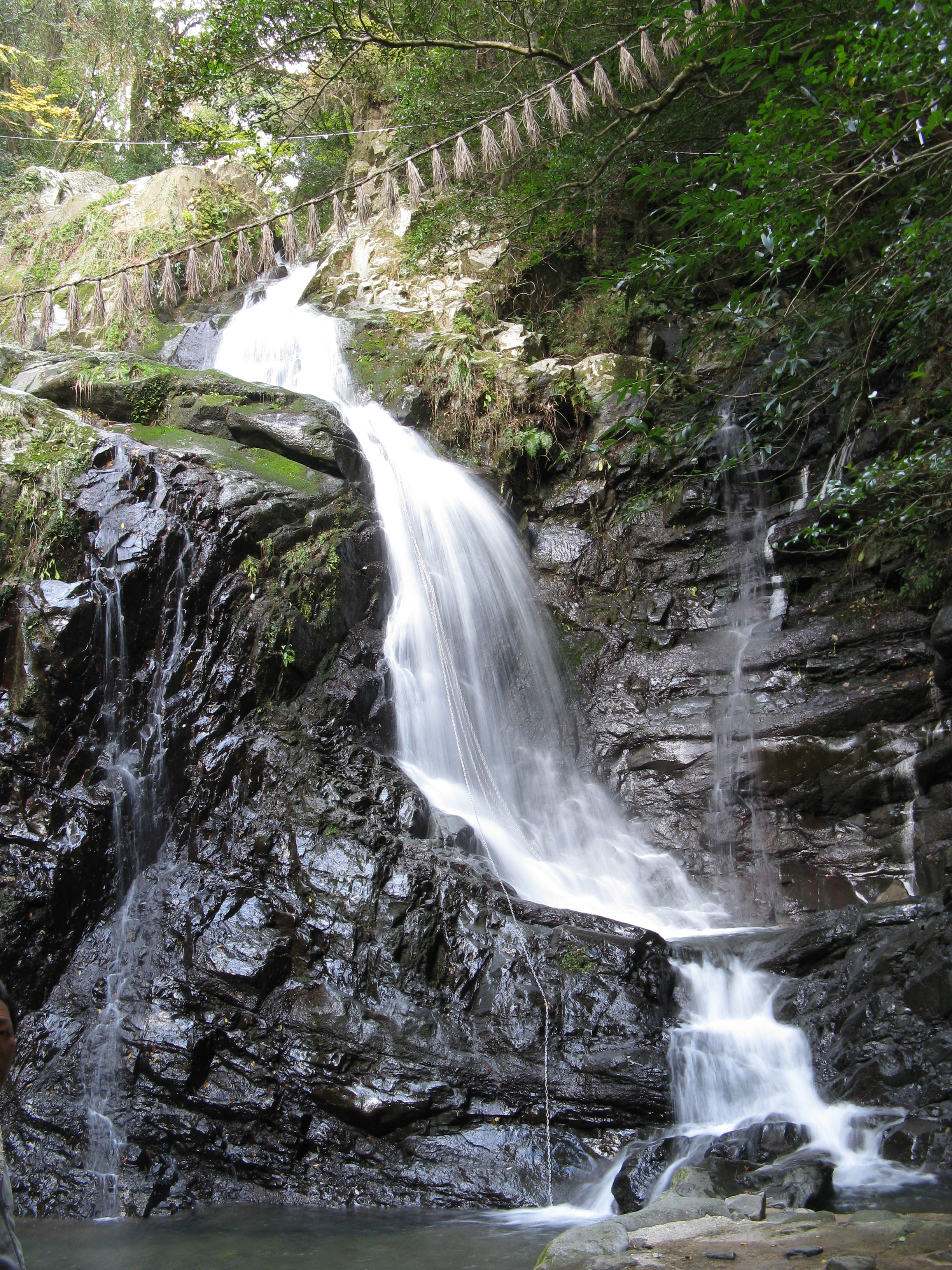
行者の滝

七宝瀧寺（しっぽうりゅうじ）は、大阪府泉佐野市にある真言宗犬鳴派の大本山の寺院。山号は犬鳴山（いぬなきさん）。本尊は倶利伽羅大龍不動明王。
役小角が「五百弟子受記品」を埋納したという第八番経塚の所在地・燈明ヶ岳の北側の山中にある。この地域には泉州と紀州を結ぶ南北の交通路と、それと交わる修験の道のり（葛城二十八宿）があったが、中世の七宝瀧寺はその結び目の一つであったという研究成果もある。
2019年（令和元年）5月20日に認定された日本遺産『旅引付と二枚の絵図が伝えるまち-中世日根荘の風景-』の構成文化財のひとつ。「犬鳴山の溪谷」は「大阪みどりの百選」に選ばれている。

## 歴史
斉明天皇7年（661年）、役小角によって大峰山山上ヶ岳が開かれる6年前に開山したと伝わり、元山上と呼ばれている。古くは犬鳴山を含む和泉山系全体を「葛城」と呼び、その中でも犬鳴山は西の行場、東の行場を持つ葛城二十八宿修験道の根本道場である。
平安時代初期、大干ばつに見舞われた際に雨乞いを祈願して雨が降り、それを知った淳和天皇が「七宝瀧寺」と名付けたという。
宇多天皇の時代、寛平2年（890年）3月、紀伊国の猟師がこの山域で狩りをしていた際、突然連れていた犬が激しく鳴き出し、結果猟師が射ようとしていた鹿が逃げてしまった。怒った猟師は犬の首をはねたのだが、その首はそれでも飛び跳ね、今まさに猟師に襲いかかろうと狙っていた大蛇に噛み付いた。犬は、主人が大蛇に狙われていることを知って鳴いていたのであった。愛犬に救われたと気付いた猟師は、これを悔いて七宝瀧寺の僧となって愛犬を供養した。 このことを聞いた宇多天皇はいたく感動し、七宝瀧寺に「山号を『いぬなきさん』と改めよ」と勅号を賜った、と伝えられている（義犬伝説）。
南北朝時代の正平17年（1362年）、南朝方の橋本正高が志一上人（至一上人とも）を犬鳴山に招いて不動堂を建立して中興し、さらに塔頭14坊が創建された。当寺は室町時代には熊野信仰と葛城修験道の隆盛にしたがって20坊の坊舎を有するようになり、本堂の修復も行われて栄えた。しかし、戦国時代になると織田信長に寺領を没収され、天正13年（1585年）には豊臣秀吉の根来攻めによって本堂以外の堂舎が焼き払われ、一時は廃絶同然となった。だが、後に秀吉の寄進によって滝本坊が再建され、御供米として30石が寄進されている。
江戸時代には岸和田藩主岡部行隆より新田五反の寄進を受けるなどして、ほぼ今日見られるまでに復興した。近世初頭の「口上覚」によると、毎年5月に高野山から葛城巡行する先達たちは、犬鳴山に7日間留まり柴焼護摩を修したといい、「葛城山中で七日間も逗留するのはここだけだ」と述べられており、いかにこの山の地位が高かったかをうかがわせるものとなっている。
明治時代になると廃仏毀釈で被害を受けた上に修験道が禁止され、当寺は著しく衰えたが、明治時代後期には再興した。
1950年（昭和25年）8月7日には真言宗犬鳴派を設立し、葛城修験道の根本道場として修験道総本部を設置した。

## 境内
参道の両側に神社の瑞垣のような石柱が並んでおり「倶利加羅大龍不動明王」「南無神変大菩薩」と染め抜かれた赤や黒ののぼりが立っている。修験道系の寺院であり、多数の祠があり、仏像が並んでいる。石の鳥居の奥には布袋尊も見えるなど神仏習合色が色濃く見られる。山中には犬鳴川が流れており、そこに「行者の瀧」など計7つの滝と行場がある。
- 本堂 - 享保5年（1720年）再建。本尊の倶利伽羅不動明王像は秘仏であるが、辰年辰の月（現在の4月）、酉年酉の月（現在の9月）に開帳法要が営まれる。
- 鎮守堂
- 清瀧堂
- 役行者像
- 行者の瀧
- 庫裏
- 布袋堂
- 山門
- 鐘楼
- 洗心院
- 心経殿
- 身代り不動明王
- 弘法大師像
- 役行者像
- 志津女の墓
- お志津地蔵尊
- 観音堂 - 承応元年（1652年）建立
- 義犬像
- 虚空蔵菩薩殿
- 修験会館（修験道資料館）
- 白雲閣 - 宿坊
- 瑞龍門
- 塔の滝
- 両界の滝
- 岩屋大黒天

### 行場
境内を流れる犬鳴川の北側には表行場、南側には裏行場がある。修験道の行場であり、相当に危険な箇所がある。

## 犬鳴渓谷の滝

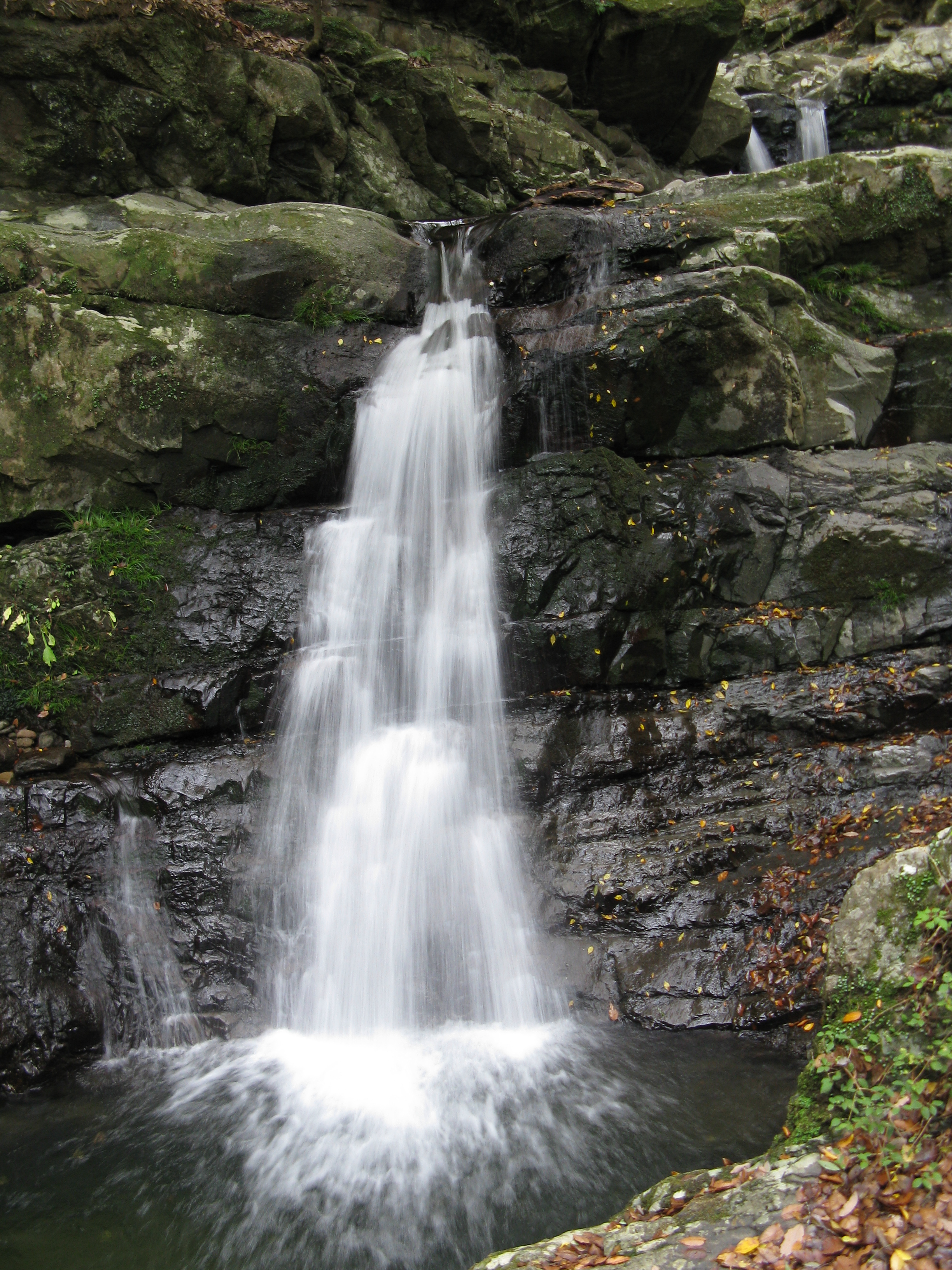
両界の瀧

犬鳴渓谷の滝
- 両界の滝
- 塔の滝
- 弁天の滝
- 布引の滝
- 固津喜の滝
- 行者の滝
- 千手の滝

## 文化財
2019年（令和元年）5月20日、文化庁により、地域型ストーリーの日本遺産『旅引付と二枚の絵図が伝えるまち-中世日根荘の風景-』の構成文化財の1つに認定された。

### 大阪府指定有形文化財
- 絹本著色不動明王二童子四十八使者図
- 七宝瀧寺 剣 金象嵌銘「国吉」 附：倶利伽羅瀧宝剣拵

### 大阪府指定名勝
- 犬鳴山

### 大阪市指定有形文化財
- 絹本著色尊勝曼陀羅図
- 絹本著色不動明王八大童子図
- 銅鉢

### その他
- 修験法則 - 天正12年（1592年）宝蔵院秀賢写
- 妙法蓮華経 化城喩品第七残欠 - 平安時代写[2]
- 箱笈（金銅装水仙・燕子花彫）- 室町時代
- 経筒（陶器製と銅製の二重構造）- 平安時代
- 国々當山修験江掟条々 - 文化11年（1814年）写[7]
- 葛城峯中之宿次第深秘記 - 室町時代後期写[8]
- 倶利伽羅龍像 - 江戸時代
- 今度被仰出候本末之儀ニ付口上之覚 - 元禄4年（1691年）写[9]
- 摩利支天法〈正盛追討義親之時云□〉 - 建久6年（1195年）写
- 結縁灌頂雑記 - 永正13年（1516年）俊圓写[10]
- 吒枳尼天絵像 - 江戸時代後期[11]
- 大日経疏縁起 - 室町時代後期写。オリジナルは大永6年（1526年）[12]
- 大般若波羅密多経巻五百七 - 治承4年（1180年）写[13]

## 前後の札所

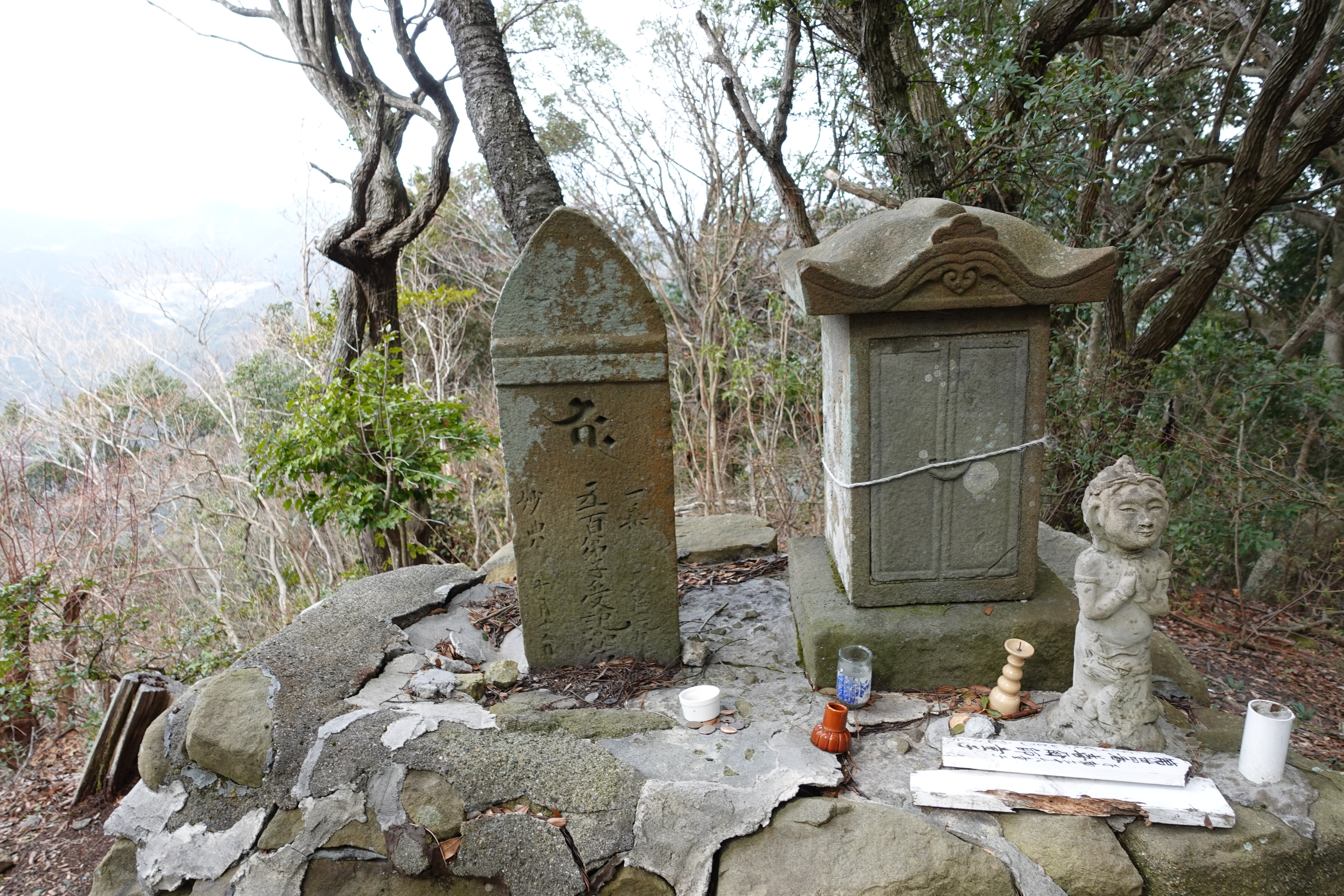
葛城二十八宿 第八番経塚

葛城二十八宿修験道根本道場
第七番経塚 中津川 - 第八番経塚 - 第九番経塚 和泉葛城山八大竜王社
役行者霊蹟札所
近畿三十六不動尊霊場
32 瀧谷不動明王寺　-　33 七宝瀧寺　-　34 根来寺
南海沿線七福神（布袋尊）
神仏霊場巡拝の道
53 水間寺　-　54 七宝瀧寺　-　55 金剛寺